# Liste der denkmalgeschützten Objekte in Pucking
Die Liste der denkmalgeschützten Objekte in Pucking enthält die 4 denkmalgeschützten, unbeweglichen Objekte der Gemeinde Pucking in Oberösterreich (Bezirk Linz-Land).

## Denkmäler
| Foto |                 | Denkmal                                                                     | Standort                                             | Beschreibung | Metadaten |
| ---- | --------------- | --------------------------------------------------------------------------- | ---------------------------------------------------- | --- | --- |
| ja   | Datei hochladen | Pfarrhof HERIS-ID: 18938 Objekt-ID: 15234                                   | Pfarrplatz 1 Standort KG: Pucking I                  | | BDA-Hist.: Q37846330 Status: § 2a Stand der BDA-Liste: 2025-06-30 Name: Pfarrhof GstNr.: .10/2                                                                  |
| ja   | Datei hochladen | Kath. Pfarrkirche hl. Michael und Friedhof HERIS-ID: 18937 Objekt-ID: 15233 | Pfarrplatz 2 Standort KG: Pucking I                  | Die spätgotische Kirche hat im Chor ein Netzrippengewölbe und im Langhaus ein Sternrippengewölbe. | BDA-Hist.: Q23541854 Status: § 2a Stand der BDA-Liste: 2025-06-30 Name: Kath. Pfarrkirche hl. Michael und Friedhof GstNr.: .12, 115 Sankt Michael (Pucking)     |
| ja   | Datei hochladen | Getreidespeicher HERIS-ID: 18942 Objekt-ID: 15238                           | Sankt Leonhard 14 Standort KG: St. Leonhard I        | Der mit Sgraffiti verzierte Getreidespeicher gehört zum Leonhardmayrgut und ist mit 1738 bezeichnet. Ein Nachbau dieses Kastens steht am Speicherlehrpfad des Freilichtmuseums Sumerauerhof in St. Florian (Linz-Land). Diese Kopie ist ebenfalls denkmalgeschützt. | BDA-Hist.: Q37846347 Status: Bescheid Stand der BDA-Liste: 2025-06-30 Name: Getreidespeicher GstNr.: .15 Zehentspeicher St. Leonhard                            |
| ja   | Datei hochladen | Kath. Filialkirche hl. Leonhard HERIS-ID: 18941 Objekt-ID: 15237            | Sankt Leonhard 16, neben Standort KG: St. Leonhard I | Die kleine Landkirche ist ein gotischer Bau vom Anfang des 15. Jahrhunderts. Das Langhaus hat zwei Joche und ein Kreuzrippengewölbe. Der Chor ist so breit wie das Langhaus und hat einen Fünfachtelschluss. Das dreijochige Seitenschiff ist von einem Netzrippengewölbe überspannt. Die Maßwerkfenster sind teilweise barockisiert. Der massige Turm hat ein Zeltdach. 1946 entdeckte man bemerkenswerte gotische Fresken in allen Gewölben und an Teilen der Wände. Die barocke Einrichtung ist ein Werk Johann Georg Derflers aus den Jahren 1720 und 1721. Das schmiedeeiserne Kommuniongitter ist ebenfalls von 1720. Im Seitenschiff und an der hölzernen Orgelempore befinden sich noch spätgotische Reliefs vom Anfang des 16. Jahrhunderts. | BDA-Hist.: Q21888093 Status: § 2a Stand der BDA-Liste: 2025-06-30 Name: Kath. Filialkirche hl. Leonhard GstNr.: .21 Sankt Leonhard (Sankt Leonhard bei Pucking) |